# Ministerstwo spraw zagranicznych
Ministerstwo spraw zagranicznych – urząd odpowiedzialny za kształtowanie i prowadzenie polityki zagranicznej państwa.

## Ministerstwa spraw zagranicznych oraz ich odpowiedniki
- Albania
- Austria
- Australia
- Białoruś
- Chińska Republika Ludowa
- Czechy
  - ministrowie
- Dania
- Francja
  - ministrowie
- Indie
- Irlandia
- Izrael
- Japonia
- Liberia
- Macedonia
- Niemcy
  - Prusy
  - NRD
- Palestyna
- Polska
  - Polska w latach 1830–1831
  - ministrowie
- Republika Południowej Afryki
- Rosja
- San Marino
- Słowacja
- Stany Zjednoczone
- Szwajcaria
- Wielka Brytania
  - ministrowie
- Włochy